# Municipio Riberalta
Das Municipio Riberalta ist ein Verwaltungsbezirk im Departamento Beni im südamerikanischen Anden-Staat Bolivien.

## Lage im Nahraum
Das Municipio Riberalta ist eines von zwei Municipios der Provinz Vaca Díez und liegt im westlichen Teil der Provinz. Es grenzt im Westen an das Departamento Pando, im Südwesten an die Provinz Ballivián, im Südosten an die Provinz Yacuma und im Osten und Norden an das Municipio Guayaramerín.
Größte Stadt und Verwaltungssitz der Provinz ist Riberalta mit 78.754 Einwohnern (2012) im nordwestlichen Teil des Municipio am Río Beni.

## Geographie
Das Municipio Riberalta liegt im bolivianischen Teil des Amazonasbeckens im Norden des Landes an der Grenze zu Brasilien.
Die mittlere Durchschnittstemperatur der Region liegt bei 26 °C und schwankt nur unwesentlich zwischen 25 °C im Mai und 27–28 °C von Dezember bis Februar (siehe Klimadiagramm). Der Jahresniederschlag beträgt etwa 1.300 mm, bei einer ausgeprägten Trockenzeit von Juni bis August mit Monatsniederschlägen unter 20 mm, und einer Feuchtezeit von Dezember bis Januar mit Monatsniederschlägen von mehr als 200 mm.

## Bevölkerung
Die Einwohnerzahl ist zwischen 1992 und 2024 auf das Doppelte angestiegen:
| Jahr | Einwohner | Quelle       |
| ---- | --------- | ------------ |
| 1992 | 52.378    | Volkszählung |
| 2001 | 75.977    | Volkszählung |
| 2012 | 89.003    | Volkszählung |
| 2024 | 107.141   | Volkszählung |

Die Bevölkerungsdichte des Municipios bei der Volkszählung von 2024 betrug 8,2 Einwohner/km², der Anteil der städtischen Bevölkerung ist 88,5 Prozent. Die Lebenserwartung der Neugeborenen lag im Jahr 2001 bei 63,2 Jahren.
Der Alphabetisierungsgrad bei den über 19-Jährigen beträgt 91,8 Prozent, und zwar 94,9 Prozent bei Männern und 88,5 Prozent bei Frauen (2001).

## Politik
Ergebnis der Regionalwahlen (concejales del municipio) vom 4. April 2010:
| Wahl- berechtigte |  | Wahl- beteiligung | gültige Stimmen |  | MAS-IPSP | PRIMERO | CA     | MNR-PUEBLO | SI    |
| ----------------- |  | ----------------- | --------------- |  | -------- | ------- | ------ | ---------- | ----- |
| 41.476            |  | 35.130            | 29.445          |  | 8.806    | 7.713   | 6.011  | 4.053      | 2.100 |
|                   |  | 84,7 %            | 83,8 %          |  | 29,9 %   | 26,2 %  | 20,4 % | 13,8 %     | 7,1 % |

Ergebnis der Regionalwahlen (elecciones de autoridades políticas) vom 7. März 2021:
| Wahl- berechtigte |  | Wahl- beteiligung | gültige Stimmen |  | MTS     | MAS-IPSP | AHORA!  | NACER  | CAMBIEMOS |
| ----------------- |  | ----------------- | --------------- |  | ------- | -------- | ------- | ------ | --------- |
| 62.576            |  | 51.545            | 44.061          |  | 15.287  | 8.022    | 7.569   | 4.325  | 2.820     |
|                   |  | 82,37 %           | 85,48 %         |  | 34,70 % | 18,21 %  | 17,18 % | 9,82 % | 8,59 %    |

## Gliederung
Das Municipio gliedert sich in die folgenden vier Kantone (cantones):
- 08-0201-01 Kanton Riberalta – 32 Ortschaften – 82.115 Einwohner (Volkszählung 2012)
- 08-0201-02 Kanton Concepción – 12 Ortschaften – 861 Einwohner
- 08-0201-03 Kanton Florida – 36 Ortschaften – 3.872 Einwohner
- 08-0201-04 Kanton Ivon – 22 Ortschaften – 2.155 Einwohner

## Ortschaften im Municipio Riberalta
- Kanton Riberalta
  - Riberalta 78.754 Einw. – La Esperanza 472 Einw. – Tumichucua 426 Einw.

- Kanton Concepción
  - Peña Amarilla – 359 Einw.

- Kanton Florida
  - Santuario 87 Einw. – El Triangulo 35 Einw.

- Kanton Ivon
  - Alto Ivon 509 Einw.